# 奧萊娜·克里維茨卡
奧萊娜·塞爾希伊芙娜·克里維茨卡（羅馬化：Olena Serhiivna Kryvytska；1987年2月23日—），乌克兰击剑运动员。

## 事業
克里維茨卡曾三次获得世界锦标赛铜牌。她隨重劍隊参加了2012年夏季奥运会女子重剑比赛，可惜在第二轮中被淘汰。乌克兰女子重剑队則获得第八名。
1990年代初，她从俄罗斯搬到了烏克蘭西部的捷尔诺波尔，并在那里开始从事击剑运动。
2022年3月，在谈到俄罗斯入侵乌克兰时，她对俄罗斯运动员表示：“需要选边站。太多人保持沉默，什么也不说。这是不可接受的，因为他们（俄羅斯運動員）参与其中；他们属于俄罗斯。如果他们在Instagram上有很多粉丝，就必须站出来，说他们站在和平的一边，因爲他们的总统正在做可怕的事情。”

## 外部鏈接
- 奧萊娜·克里維茨卡在國際擊劍總會
- 奧萊娜·克里維茨卡在歐洲擊劍總會 (archive)
- 奧萊娜·克里維茨卡在Olympics.com的个人资料和比赛数据